# Ignacio María González (labdarúgó)
Ignacio María González Gatti (Montevideo, 1982. május 14. –) uruguayi válogatott labdarúgó, a Nacional játékosa.
Az uruguayi válogatott tagjaként részt vett a 2010-es világbajnokságon és a 2007-es Copa Américán.

## Sikerei, díjai
Danubio
- Uruguayi bajnok (2): 2004, 2006–07

Nacional
- Uruguayi bajnok (1): 2008 Apertura

## Külső hivatkozások
- Ignacio María González (labdarúgó) – a FIFA adatbázisában
- Igancio González – lequipe.fr (franciául)